# Kazaky
Kazaky – ukraiński zespół taneczno-wokalny założony 2010 w Kijowie przez choreografa, Ołeha Żeżela. Grupa konfrontuje normy płci poprzez wspólną fuzję atrybutów męskich i żeńskich, zwłaszcza poprzez bardzo umięśnione ciała i regularne noszenie wysokich szpilek w teledyskach i występach na żywo.
Nazwa „Kazaky” pochodzi od popularnego japońskiego imienia „Kazaki”. Muzycy dodają, że inspirują się kulturą japońską.

## Historia zespołu
W pierwszy skład zespołu Kazaky weszli Kyrył Fedorenko, Artur Gaspar, Ołeh Żeżel i Stas Pawłow. Ołeh Żeżel jest choreografem zespołu, założycielem i głównie to on przygotowuje wszelkie występy. Założyciel miał na celu połączenie akcesorium żeńskiego – butów na wysokich obcasach – i eksponowania męskich atrybutów, takich jak umięśnione ciała czy ubiór dla mężczyzn. W choreografiach dominują zazwyczaj ruchy kobiece, które są charakterystyczne do rodzajów tańca, takich jak vogue czy wacking.
Pod koniec 2010 wydali teledysk do debiutanckiego singla „In the Middle”, którym przybliżyli własny styl występów. Zespół zdobył miano „przełom roku” na gali rozdania MyWay Dance Awards. Kolejny teledysk, do piosenki „Love”, zapewnił im międzynarodowy rozgłos. Wystąpili na pokazie mody Dsquared Men, prezentując kolekcję wiosna/lato 2012. 16 lipca 2011 wystąpi w nowojorskim klubie „57”, gdzie po raz pierwszy zaśpiewali na żywo singiel „I’m Just a Dancer”.
W sierpniu 2011 z zespołu odszedł Stas Pawłow, którego miejsce zajął włoski piosenkarz Francesco Borgato. W nowym składzie wydali single, takie jak „Dance and Change” lub „Last Night”, jak również kilka EPek oraz pierwszy album studyjny pt. The Hills Chronicles, którego premiera odbyła się 22 października 2012. Wystąpili w teledysku do piosenki Madonny „Girl Gone Wild”.
26 lutego 2013 Borgato odszedł z zespołu, tłumacząc decyzję chęcią zajęcia się karierą solową. Na jego miejsce powrócił Stas Pawłow, który pojawił się w teledysku do piosenki „Crazy Law”. Singlem promowali drugi album studyjny pt. I Like It – Part 1, który wydali na początku czerwca. Niedługo później Ołeh Żeżel dostał kontuzji kolana podczas treningów, przez co został zmuszony do zmiany roli w twórczości Kazaky i zajął się tworzeniem choreografii i aranżacją występów. W grudniu wydali trzeci album studyjny pt. I Like It – Part 2.
W kwietniu 2014 zaprezentowali teledysk do „Magic Pie”, w którym po raz pierwszy wystąpili jako trio i nie tańczą w szpilkach. Miesiąc później wydali wideoklip do „The Sun” i zajęli się występami. W sierpniu wydali teledysk do utworu „Pulse”, a we wrześniu – do piosenki „Strange Moves”, w której pojawił się również zespół The Hardkiss. W październiku ruszyli w trasę koncertową pt. The Pulse Tour, która obejmowała występy w Rosji, Białorusi, Litwie i Łotwie oraz Chinach. 30 października Pawłow odszedł z zespołu, co tłumaczono faktem, że „znalazł swoją drogę rozwoju duchowego i żyje teraz w harmonii z całym otaczającym go światem”. Jego miejsce zajął Artemij Łazariew. 22 stycznia 2015 wydali singiel „Dark”, będący pierwszą piosenką w nowym składzie.

## Muzyka, moda i styl
Muzyka Kazaky podchodzi pod style house, synth pop, electro i dance. W utworach manipulują głosem i tańcem oraz warstwowym biciu elektronicznych „bipów” i prominentnych linii basowych. Wszyscy członkowie są wyszkolonymi tancerzami. Są znani z wymyślnych akrobatycznych, ruchów i spektakularnych choreografii, które są skomplikowane i wykonywane na wysokich obcasach. Artur Gaspar jest również znany z wykonywania szpagatu ze stania podczas występów i w teledyskach.
Po tym, jak Anna Osmechina stworzyła stroje do „Love”, Kazaky zatrudnili ją do zaprojektowania im ubiorów. Nosza buty na wysokich obcasach (14 centymetrów). Obuwie jest zaprojektowane tak, by umożliwiać tancerzom wygodny ruch na występach.

## Dyskografia

### Albumy studyjne
- The Hills Chronicles (2012)
- I Like It – Part 1 (2013)
- I Like It – Part 2 (2013)

### Minialbumy (EP)
- Love (2011)
- In the Middle (Remixes) (2011)
- Dance and Change (2011)

## Teledyski
| Rok  | Klip                               | Reżyser                      | Występujący                                                           |
| ---- | ---------------------------------- | ---------------------------- | --------------------------------------------------------------------- |
| 2010 | In the Middle                      | Jewhen Timochin              | Ołeh Żeżel, Artur Gaspar, Kyryło Fedorenko, Stas Pawłow               |
| 2011 | Love                               | Jewhen Timochin              | Ołeh Żeżel, Artur Gaspar, Kyryło Fedorenko, Stas Pawłow               |
| 2011 | Pohvir (Change, You Can, I Know)   |                              | Ołeh Żeżel, Artur Gaspar, Kyryło Fedorenko, Stas Pawłow               |
| 2012 | Dance and Change                   | Ałan Badojew                 | Ołeh Żeżel, Artur Gaspar, Kyryło Fedorenko, Francesco Borgato         |
| 2012 | Last Night                         | Jewhen Timochin              | Ołeh Żeżel, Artur Gaspar, Kyryło Fedorenko, Francesco Borgato         |
| 2012 | Stadium                            |                              | Ołeh Żeżel, Artur Gaspar, Kyryło Fedorenko, Francesco Borgato         |
| 2013 | Crazy Law                          | Hindrek Maasik               | Ołeh Żeżel, Artur Gaspar, Kyryło Fedorenko, Stas Pawłow               |
| 2013 | Touch Me                           | Hindrek Maasik               | Ołeh Żeżel, Artur Gaspar, Kyryło Fedorenko, Stas Pawłow               |
| 2013 | Doesn’t Matter                     |                              | Ołeh Żeżel, Artur Gaspar, Kyryło Fedorenko, Stas Pawłow               |
| 2014 | Magic Pie                          | Iwan Kwasza                  | Artur Gaspar, Kyryło Fedorenko, Stas Pawłow                           |
| 2014 | The Sun                            | Iwan Kwasza                  | Artur Gaspar, Kyryło Fedorenko, Stas Pawłow                           |
| 2014 | Pulse                              | Radisław Łukin               | Artur Gaspar, Kyryło Fedorenko, Stas Pawłow                           |
| 2014 | Strange Moves (feat. The Hardkiss) | Walerij Bebko                | Ołeh Żeżel, Artur Gaspar, Kyryło Fedorenko, Stas Pawłow, The Hardkiss |
| 2015 | What You Gonna Do                  | Radisław Łukin, Sława Czajka | Artur Gaspar, Kyryło Fedorenko, Artemij Łazariew                      |
| 2015 | Milk-Choc                          | Hindrek Maasik               | Artur Gaspar, Kyryło Fedorenko, Artemij Łazariew                      |
| 2015 | Your Style                         | Hindrek Maasik               | Artur Gaspar, Kyryło Fedorenko, Artemij Łazariew                      |